# Цюрихский диалект
Цю́рихский диале́кт (самоназв. Züritüütsch, нем. Zürichdeutsch) — диалект немецкого языка, один из швейцарских диалектов (верхне)алеманнского ареала. Распространён в швейцарском кантоне Цюрих.
Границы диалекта точно не определены, поэтому в диалектологии за границы цюрихского диалекта условно принимают границы кантона, исключая регионы Вайнланд и Рафцерфельд на севере и узкую область близ Фрауэнфельда (коммуны Элликон-ан-дер-Тур и Хагенбух) на востоке. Последние принадлежат к зоне местных вариантов Шаффхаузена и Тургау. Распространение цюрихского диалекта за пределами Цюриха ограничено коммуной Рапперсвиль-Йона в Санкт-Галлене. Общее число носителей диалекта оценивается в 1,2 млн человек, что приблизительно соответствует населению кантона.